# Locotenent Remus Lepri (1986)
Locotenent Remus Lepri – rumuński trałowiec z przełomu XX i XXI wieku, pierwsza z czterech zbudowanych jednostek typu Locotenent Remus Lepri (w kodzie NATO: Musca). Okręt został zwodowany w 1986 roku w stoczni w Mangalii i w tym samym roku wcielony w skład Forțele Navale Române. Nosił numer burtowy 24.

## Projekt i budowa
Cztery trałowce morskie typu Locotenent Remus Lepri (w kodzie NATO: Musca), zbudowane w drugiej połowie lat 80. XX wieku, były pierwszymi powojennymi trałowcami całkowicie rumuńskiej konstrukcji, większymi od używanych wcześniej okrętów tej klasy. Budowano je w stoczni 2 Maja (Şantierul 2 Mai) w Mangalii. W 1991 roku, po obaleniu rządów komunistycznych, otrzymały nazwy na cześć oficerów marynarki Rumunii.
„Locotenent Remus Lepri” był prototypowym okrętem typu. Brak jest jednak dostępnych danych dotyczących rozpoczęcia budowy okrętu. Wodowany był 30 maja 1986 roku, a oddany do służby 1 lipca 1986 roku. Początkowo okręt nosił jedynie oznaczenie DM24, a w sierpniu 1991 roku nadano mu nazwę „Locotenent Remus Lepri” (porucznik Remus Lepri) i numer burtowy: 24. Przydzielono mu znak wywoławczy: YQXP.

## Dane taktyczno-techniczne
Okręt jest trałowcem morskim o wyporności standardowej 660 ton, a pełnej 790 ton. Długość wynosi 60,8 m, szerokość 9,54 m, a zanurzenie 2,8 m. Załogę stanowiło 79 ludzi, w tym 7 oficerów. Nowsze źródła podają załogę 60 osób. Napęd stanowią dwa silniki wysokoprężne V12 produkcji ALCO o mocy łącznej 4800 KM, napędzające dwie śruby o stałym skoku. Prędkość maksymalna wynosi 17 węzłów. Zasięg przy prędkości ekonomicznej 10 w wynosi 1500 mil morskich.
Uzbrojenie obronne stanowią cztery radzieckie automatyczne armaty przeciwlotnicze kalibru 30 mm AK-230 w dwóch dwulufowych zamkniętych wieżach na dziobie i rufie, kierowane radarem Rys’. Uzupełniały je cztery stanowiska poczwórnie sprężonych karabinów maszynowych kalibru 14,5 mm. Obronę przeciwlotniczą dopełniały dwie czteroprowadnicowe wyrzutnie Fasta-4M samonaprowadzających się na podczerwień pocisków przeciwlotniczych bliskiego zasięgu 9M-32M Strieła-2M, z zapasem 16 pocisków. Broń przeciw okrętom podwodnym stanowią dwie pięcioprowadnicowe wyrzutnie rakietowych bomb głębinowych RBU-1200 z zapasem 40 bomb RGB-12. Wystrzeliwują one bomby o masie 34 kg na odległość 1200 m. W źródłach zachodnich donoszono o możliwości przenoszenia przez okręty min morskich, ale nie była ona potwierdzona.
Okręty tego typu przenosiły komplet trałów pochodzenia radzieckiego do niszczenia różnych rodzajów min: trał kontaktowy BKT, trał elektromagnetyczny TEM-3 i trał akustyczny AT-3. Były wyposażone w radziecką stację hydrolokacyjną Tamir-11. Oprócz radaru artyleryjskiego MR-104 Rys’ (w kodzie NATO: Drum Tilt), okręty miały radar nawigacyjny Kiwacz-2.

## Służba

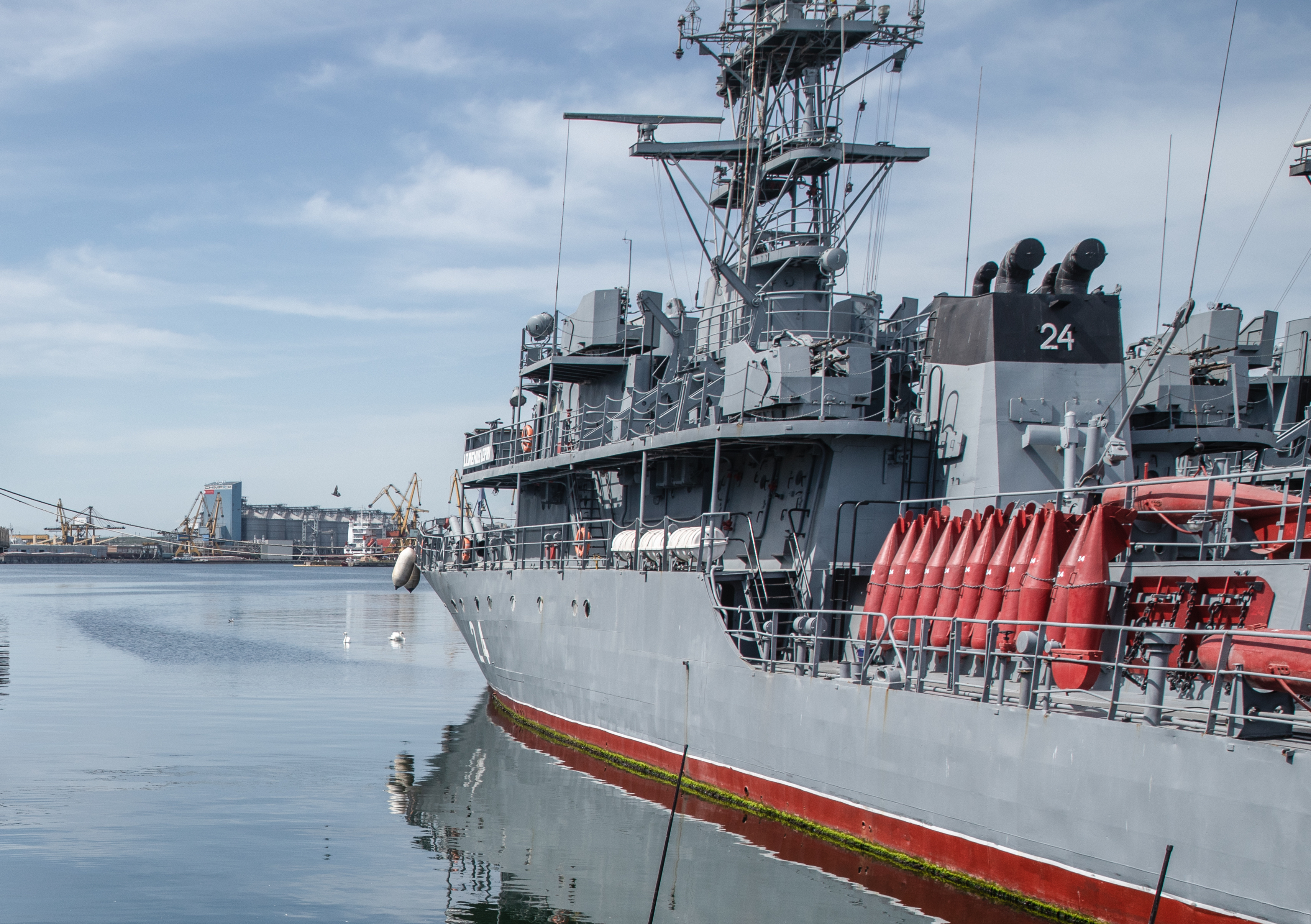
„Locotenent Remus Lepri” w Konstancy, 2022

„Locotenent Remus Lepri” wszedł do służby 1 lipca 1986 roku, jeszcze w marynarce Socjalistycznej Republiki Rumunii. Początkowo bazował w porcie Midia, wchodząc w skład 176. dywizjonu trałowców morskich (Divizionul 176 Dragoare Maritime) . Na przełomie 1989 i 1990 roku doszło do obalenia komunistycznego dyktatora Nicolae Ceaușescu i przemian politycznych w Rumunii, prowadzących do wprowadzenia demokracji i integracji kraju z Zachodem. Trałowce rumuńskie uczestniczyły następnie w międzynarodowych ćwiczeniach na Morzu Czarnym z państwami regionu oraz sojuszu NATO w ramach programu Partnerstwo dla Pokoju . „Locotenent Remus Lepri” brał udział m.in. w ćwiczeniach międzynarodowych Cooperative Partner 1997 i Cooperative Partner 2002 w  Konstancy. 1 maja 2001 roku wszedł w skład nowo sformowanego 146. dywizjonu okrętów minowo-rozminowujących (Divizionul 146 Nave Minare-Deminare), a latem 2002 roku przeszedł do nowej bazy w Konstancy .
1 czerwca 2023 roku „Locotenent Remus Lepri” został wycofany ze służby w 146. dywizjonie i przekazany szkole szkolenia połączonego Sił Morskich „Viceamiral Constantin Bălescu” w Mangalii (na jego miejsce w siłach przeciwminowych wszedł pozyskany od Wielkiej Brytanii niszczyciel min „Sublocotenant Ion Ghiculescu”) .